# Tomb Raider: The Nightmare Stone
Tomb Raider: The Nightmare Stone is de eerste 2D-variant in een serie van computerspellen gepubliceerd door Eidos Interactive en ontwikkeld door Core Design, waarin de avonturen van vrouwelijke archeoloog Lara Croft centraal staan. Dit deel werd uitgegeven voor Game Boy Color. Datum van uitgave: 1 juni 2000.

## Het verhaal
Toen de Spaanse ontdekkingsreizigers in de Nieuwe Wereld arriveerden, vonden ze een oud document waarin sprake was van de legendarische 'Nightmare Stone'. Priesters van de Maya's, Azteken en de Inca's hebben samengewerkt om de slechte god Quatex hierin op te sluiten. Schatgravers met slechte bedoelingen zijn er naar op zoek en het is aan Lara om de Nightmare Stone als eerste te vinden.
Het spel bestaat uit 14 levels in 5 delen.